# Євдокимов Валерій Володимирович
Валерій Володимирович Євдокимов (нар. 17 листопада 1969, м. Рівне) — Голова Служби зовнішньої розвідки України з 20 вересня 2019 року по 5 червня 2020 року. Генерал-майор. Надзвичайний і Повноважний Посол України в Республіці Таджикистан із 24 червня 2022 року.

## Життєпис
Закінчив Інститут Прикордонних військ України, Національну академію Служби безпеки України, Києво-Могилянську бізнес-школу.
Євдокимов проходив військову службу у Прикордонних військах (1988—1990), Управлінні державної охорони (2010—2012), Державній прикордонній службі (1994—2006).
З 9 липня до 20 вересня 2019 року — заступник Голови Служби зовнішньої розвідки України, з 20 вересня 2019 до 5 червня 2020 — Голова СЗР України.
Член РНБО з 15 жовтня 2019 року до 17 серпня 2020 року.
24 червня 2022 року призначений Надзвичайним і Повноважним Послом України в Республіці Таджикистан.

## Нагороди
- Орден Данила Галицького (25 травня 2017) — за значний особистий внесок у справу охорони державного кордону, мужність, високий професіоналізм, зразкове виконання військового обов'язку та з нагоди Дня прикордонника[12]
- Відзнака Президента України «За участь в антитерористичній операції»[5]